# Наккари, Андреа
Андреа Наккари (итал. Andrea Naccari; 25 августа 1841, Падуя — 2 октября 1919, Турин) — итальянский физик, математик, педагог, профессор. Доктор наук (1862)

## Биография
Изучал математику в Падуанском университете.
С 1874 года экстра-ординарный профессор технической физики в профессиональной школе Падуи.
Работал ассистентом Франческо Россетти в Физическом институте Падуи, затем с 1878 по 1916 год — профессор экспериментальной физики Туринского университета.
С 1879 по 1881 — руководил школой химии.
Декан Туринского университета (с 1889 по 1892). Декан факультета естественных наук Туринского университета (с 1916 по 1919 год).
Президент Королевской Туринской академии наук (с февраля 1918).
Член Итальянского физического Общества. Почётный профессор Туринского университета (с 1916 до смерти).

## Научная деятельность
Проводил исследования в области термоэлектричества, диэлектриков, диффузии и др. Известен своими работами о термоэлектрических свойствах металлов, фотоэлектрическом эффекте металлов, погруженных в жидкости, а также электропроводности газов и жидких диэлектриков. Доказал, что изменение электросопротивления дистиллированной воды во многом связано с растворимостью стекла сосуда, в котором она содержалась.
Автор 35 научных работ.

## Избранные публикации
- Delle coppie elettriche e delle loro principali applicazioni, Il Nuovo Cimento, 9 (1873), 44-48.
- Nuovo modo di misurare la forza elettromotrice e la resistenza di una coppia elettrica, Il Nuovo Cimento, 11 (1874), 249—265.
- Intorno alle anomalie termiche dei climi di Torino, Milano e Venezia, Il Nuovo Cimento, 11 (1900), 294—298.
- Dell’influenza delle radiazioni diurne sull’attrito che incontra un mobile nell’aria, Il Nuovo Cimento, 3 (1912), 284—294.
- Commemorazione del Prof. Andrea Naccari tenuta davanti alla Società Italiana di Fisica a Roma il 27 dicembre 1926 dal Prof. Alessandro Amerio, Il Nuovo Cimento, (1927)

В числе его известных учеников — Анджело Баттелли.